# الشلالات (رواية)
الشلالات رواية للأديبة الأمريكية جويس كارول أوتس صدرت عام 2004 وتُرجمت إلى اللغة العربية عام 2008 وصدرت بالعربية ضمن سلسلة الجوائز التابعة للهيئة المصرية العامة للكتاب.
وكغالبية روايات جويس كارول أوتس، تتناول هذه الرواية الأسرة الأمريكية وتضعها تحت المجهر، ويمكن اعتبارها رواية أجيال تشمل حياة جيلين، وتبدأ منذ أواسط الأربعينيات وتنتهي في أواخر السبعينيات.

## مقطع من الرواية
يونيو.. شهر العرائس. يونيو.. موسم حُب اليافعين. يونيو.. المهزلة. لكن إن لم تكن ساعة جي تشير إلى أنها ساعة الفجر، كانت سماء نياجرا توحي بأن الوقت زمنٌ غير محدد، مسربلة بالضباب، متوهجة مثل قاع قدر مغسول ورائحتها رائحة الكبريت والمعدن. نياجرا! عاصمة شهر العسل في العالم. لعله كان يعرف منذ البداية. لم يخدع نفسه قط. تم تعريفه بالمرأة حمراء الشعر، متلهفاً على تعزيز مكانته عند والدها المبجل ثاديوس ليترل قس تروي بنيويورك. تم تقديمه للمرأة حمراء الشعر التي كانت شفتاها الرفيعتان ترتعشان في تردد وتكشفان عن ابتسامة أمل، وعيناها الخضراوان الصغيرتان تحدقان فيه في بريق وصلابة كالزجاج. وقال لنفسه في حماقته وزهوه ويأسه أخت فاضلة! إنها مثلي.
راح يسير في خطوات سريعة. حافي القدمين في حذاء رسمي جلدي، وكعباه ساخنان. كان خطأ ألا يرتدي جورباً لكن ليس لديه وقت. كان بحاجة لبلوغ النهر، كان بحاجة لأن يكون هناك. وكأنه، وبوجوده هناك فقط، يمكنه التنفس. المماشي الواسعة لشارع بروسبكت تتخللها برك المياه الصغيرة إثر سقوط الأمطار. الطريق المرصوف بالبلاط الصغير يلمع بالبلل. خطى إلى الشارع ومن حيث لا يعرف ظهر فجأة تروللي مسرع نحوه وانطلق بوقٌ صارخ وخبأ وجهه حتى لا يتعرف عليه أحد بعد ذلك في الصحف المحلية. إذ كان يعرف أن تصرفه في خزيه ويأسه سيبقى بعدما يرحل هو، وستُطمس شجاعته، لكنه لم يهتم لأن الوقت حان، الرب لن يغفر له أبداً لكن الرب سيمنحه حريته. كان هذا وعد الشلالات. في الليل سمع زئيراً يهدر وفي الهواء الطلق سمعه بمزيد من الصفاء، وأحس بالأرض تحت قدميه تهتز في حضور قوته. تعال! لك هنا فقط السكينة.